# Distriktsrabbinat Oettingen
Das Distriktsrabbinat Oettingen entstand nach den Vorschriften des bayerischen Judenedikts von 1813 in Oettingen, einer Stadt im schwäbischen Landkreis Donau-Ries in Bayern.  
David Weißkopf erhielt nach 1857 die Amtsvertretung für das vakante Distriktsrabbinat Oettingen, was 1860 zur Zusammenlegung der beiden Rabbinate Wallerstein und Oettingen führte.
Nach Marx Michael Kohns Tod 1888 sprachen sich sämtliche jüdische Gemeinden gegen eine Wiederbesetzung des Wallersteiner Rabbinats. Stattdessen entschloss man sich für den Anschluss an das Distriktsrabbinat Ichenhausen unter Aron Cohn. Nur Hainsfarth wandte sich dem Distriktsrabbinat Schwabach unter dem orthodoxen Rabbiner Löw Wissmann zu.

## Aufgaben
Die Aufgaben umfassten Beratungen über Schulangelegenheiten, die Verwaltung von Stiftungen und die Verteilung von Almosen. Zur Finanzierung der Distriktsrabbinate wurden Umlagen von den einzelnen jüdischen Gemeinden bezahlt.

## Gemeinden des Distriktsrabbinats
Nach 1860:
- Jüdische Gemeinde Ederheim
- Jüdische Gemeinde Hainsfarth
- Jüdische Gemeinde Harburg
- Jüdische Gemeinde Kleinerdlingen
- Jüdische Gemeinde Mönchsdeggingen
- Jüdische Gemeinde Mönchsroth
- Jüdische Gemeinde Nördlingen (seit 1871)
- Jüdische Gemeinde Oettingen
- Jüdische Gemeinde Steinhart
- Jüdische Gemeinde Wallerstein

## Distriktsrabbiner
- 1807 bis 1838: Baruch Löw Steppacher (Rabbinatsverweser)
- 1857 bis 1882: David Weißkopf (gestorben 1882)
- 1882 bis 1888: Marx Michael Kohn (gestorben 1888)